# Tiffanie Banckaert
Pour les articles homonymes, voir Banckaert.
Tiffanie Banckaert, née le 20 décembre 1986, est une archère française.
Elle est médaillée d'argent par équipes en tir à l'arc classique avec Angéline Cohendet et Audrey Adiceom aux Championnats d'Europe de tir à l'arc en salle 2017. 

## Distinctions
- Médaille de la jeunesse, des sports et de l'engagement associatif, bronze (2018)